# José Maria Bueno y Monreal
Pour les articles homonymes, voir Bueno et Monreal (homonymie).
José María Bueno y Monreal (né le 11 septembre 1904 à Saragosse en Espagne, et mort le 20 août 1987 à Pampelune) est un cardinal espagnol de l'Église catholique du XXe siècle, archevêque de Séville de 1957 à 1982.

## Biographie
Bueno y Monreal étudie à Rome. Après son ordination il est professeur à Madrid. Il est élu évêque de Jaca en 1945 et transféré à Vitoria en 1950. Il est promu archevêque titulaire d'Antioche-en-Pisidie (de) et nommé archevêque coadjuteur, avec droit de succession de Séville en 1954, où il succède en 1957 au cardinal Pedro Segura y Sáenz.
Le pape Jean XXIII le crée cardinal lors du consistoire du 15 décembre 1958.
Buneo assiste  au Concile Vatican II (1962-1965) et participe au conclave de 1963(élection de Paul VI) et aux conclaves de 1978 (élection de Jean-Paul Ier et Jean-Paul II).